# Milan Indoor 1997 - Qualificazioni doppio
Le qualificazioni del doppio del Milan Indoor 1997 sono state un torneo di tennis preliminare per accedere alla fase finale della manifestazione. I vincitori dell'ultimo turno sono entrati di diritto nel tabellone principale. In caso di ritiro di uno o più giocatori aventi diritto a questi sono subentrati i lucky loser, ossia i giocatori che hanno perso nell'ultimo turno ma che avevano una classifica più alta rispetto agli altri partecipanti che avevano comunque perso nel turno finale.
Le qualificazioni del doppio del torneo Milan Indoor 1997 prevedevano 2 coppie partecipanti di cui una è entrata nel tabellone principale.

## Teste di serie
1. Nicola Bruno /  Marzio Martelli (Qualificati)

1. Giorgio Galimberti /  Lars Rehmann (ultimo turno)

## Qualificati
1. Nicola Bruno /  Marzio Martelli

## Tabellone

### Legenda
| - Q = Qualificato - WC = Wild card - LL = Lucky loser | - ALT = Alternate - SE = Special Exempt - PR = Protected Ranking | - w/o = Walkover - r = Ritirato - d = Squalificato |

|  | Finale |                                 |                                 |   |   |  |
|  |        |                                 |                                 |   |   |  |
|  | 1      | Nicola Bruno Marzio Martelli    | Nicola Bruno Marzio Martelli    | 6 | 6 |  |
|  | 2      | Giorgio Galimberti Lars Rehmann | Giorgio Galimberti Lars Rehmann | 4 | 4 |  |